# Santibáñez del Val
Santibáñez del Val – gmina w Hiszpanii, w prowincji Burgos, w Kastylii i León, o powierzchni 14,96 km². W 2011 roku gmina liczyła 62 mieszkańców.